# 鶡冠子
鶡冠子（かつかんし、かっかんし）は、中国戦国時代の諸子百家の一人。著作として『鶡冠子』が現存するが、実際の作者や成立年代は不明。
伝統的には道家に分類されるが、その内容は、道家・法家・兵家が混ざりあった雑家的な内容であり、黄老思想などの雑多な思想を、対句などの修辞技法を駆使して説く。
近現代の中国学においては、長らくマイナーな諸子だったが、1970年代の馬王堆帛書『黄帝四経』の発見により黄老思想が注目されてからは、徐々に研究されるようになった。

## 人物

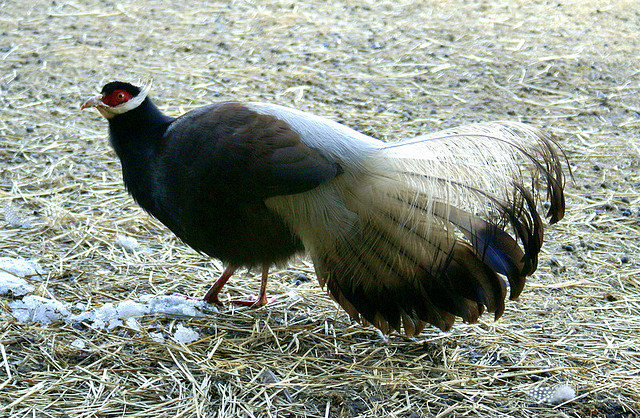
ミミキジ

鶡冠子の人物像については、楚の隠者であること、龐煖の師であること、および服装程度しか伝わっていない。具体的には、『太平御覧』や『元和姓纂』が引く所の『七略』『列仙伝』『風俗通』、嵆康『高士伝』などにその人物像が伝えられる。
鶡冠子という名前は、「鶡」という鳥（キジの一種ヤマドリ、またはミミキジと同定される）の羽で作られた冠を被ったことにちなむ。
古代中国の習俗では、鶡は勇猛な鳥とみなされたため、鶡冠は勇猛な武官が被るものとされた。漢代以降の画像磚にも鶡冠を被った武官が描かれている。『後漢書』輿服志によれば、この習俗は趙の武霊王に由来する。武霊王は『鶡冠子』にも登場する。しかし、その鶡冠をなぜ隠者の鶡冠子が被っていたかは定かでない。

## 書物
『漢書』芸文志は、道家の書として『鶡冠子』1篇を載せている。一方で、『隋書』経籍志は3巻としている。後述の韓愈は3巻16篇としている。現行本（後述の陸佃の注釈書）は、3巻19篇からなる。
扱われる思想は、黄老思想、軍事学、賞罰術、人材登用術、聖人、道、法、命、勢、一、陰陽、宇宙生成論、天の法則性、天地人三才の類比、といった雑多な思想が扱われる。
登場人物は、鶡冠子・龐煖・武霊王・悼襄王のほか、扁鵲など先秦の著名人が登場する。
他の諸子や『戦国策』、馬王堆帛書『黄帝四経』、賈誼『鵩鳥賦』と類似する部分がある。

### 篇
大形 1983 に各篇の要約がある。
- 1. 博選
- 2. 著希
- 3. 夜行
- 4. 天則
- 5. 環流
- 6. 道端
- 7. 近畿
- 8. 度萬
- 9. 王鈇
- 10. 泰鴻
- 11. 泰録
- 12. 世兵
- 13. 備知
- 14. 兵政
- 15. 学問
- 16. 世賢
- 17. 天権
- 18. 能天
- 19. 武霊王

## 受容史
南朝の劉勰、唐の韓愈は、『鶡冠子』の修辞的な文章を賞揚した。一方で、唐の柳宗元は『鶡冠子』を低評価した上で、前漢の賈誼『鵩鳥賦』を踏まえて作られた偽書であるとした。清の姚際恒や『四庫提要』も偽書としている。
唐の杜甫は、晩年の詩『耳聾』で、孤独な隠遁生活を送る自身を、隠者としての鶡冠子になぞらえた。
北宋の陸佃の注釈が現存する。
日本では、平田篤胤が『赤県太古伝』で、おそらく『漢魏叢書』経由で頻繁に引用している。また、刈谷藩の藩校「文礼館」の名前の由来になっている。

## 研究史
欧米の中国学においては、1970年代以降、A.C.グレアムやD.R.コネクタスらによって研究されてきた。とりわけ、カリーン・デフォールトによって主題的に研究されている。デフォールトは、『鶡冠子』の文献学的な研究と合わせて、西洋の伝統的な修辞学（説得術）と比較したり、西洋思想史学者のクェンティン・スキナーによる修辞学研究とその方法論を取り入れたりしている。
そのほか、先駆的な研究例として、1950年代のジョセフ・ニーダムが、自然法と自然法則の類比という観点から「法」字を論じた際に、『鶡冠子』に着目している。

### 日本語
- 大形徹「『鶡冠子』——不朽の國家を幻想した隱者の書」『東方宗教』第59号、日本道教学会、43-65頁、1982年。
- 大形徹「『鶡冠子』の成立」『大阪府立大学紀要』第31号、大阪府立大学、11-23頁、1983年。

### 日本語以外
- Defoort, Carine (1997), The Pheasant Cap Master (He guan zi): a rhetorical reading, SUNY. ISBN 978-0791430743
- Defoort, Carine (2015), "Pheasant Cap Master," in Xiaogan Liu, ed. Dao Companion to Daoist Philosophy, Springer, 281-306.
- Graham, A. C. (1989), "A Neglected Pre-Han Philosophical Text: 'Ho-kuan-tzu'", Bulletin of the School of Oriental and African Studies 52.3: 497-532.
- Knechtges, David R. (1993), "He kuan tzu 鶡冠子," in Early Chinese Texts. A Bibliographical Guide, Michael Loewe, ed., Society for the Study of Early China, 137-140.
- Kroll, Paul K. (2017), A Student's Dictionary of Classical and Medieval Chinese, rev. ed., Brill.
- Needham, Joseph (1956), Science and Civilisation in China Volume 2. History of Scientific Thought, Cambridge University Press, ISBN 978-0521058001
- Peerenboom, Randall P. (1990), "Natural Law in the Huang-Lao Boshu", Philosophy East and West 40.3:309-329.
- Peerenboom, Randall P. (1991), "Heguanzi and Huang-Lao Thought, Early China 16: 169-186.
- Peerenboom, Randall P. (1993), Law and Morality in Ancient China: The Silk Manuscripts of Huang-Lao, SUNY Press.
- Rand, Christopher C. (1980), "Chinese Military Thought and Philosophical Taoism," Monumenta Serica 34: 171-218.
- Schmidt, Hans-Hermann (2005), "Heguan zi 鶡冠子", in Kristofer Schipper and Franciscus Verellen, eds. The Taoist Canon: A Historical Companion to the Daozang, vol. 2, University of Chicago Press, 689.
- Watson, Burton tr. (2000), "Jia Yi (200-168 B.C.) The Owl," in Classical Chinese Literature: An Anthology of Translations, John Minford and Joseph S. M. Lau, eds., Columbia University Press, 278-281.
- Wells, Marnix (2013), The Pheasant Cap Master and the end of history: linking religion to philosophy in early China, Three Pines Press.